# チリグモ
チリグモ Oecobius navus Blackwall, 1859 はチリグモ科のクモの1種。小型でやや平らな形のクモで、人家の壁の隅などに天幕状の巣を作る。

## 特徴
体長2.5mm程度のクモ。頭胸部の背甲は丸く、しかし頭部が少し尖っている。眼は頭部の前方の中央部を占めており、8眼が前後2列に並ぶ。前列眼はほぼ直性状に並んでおり、何れもほぼ同大だが中眼は楕円形で互いに少し離れ、側眼は卵形をしている。後列の眼は前列よりやや大きくて幅は狭く、それに側眼が中眼よりやや前方に位置する。後中眼は3角形をしており、互いに距離を置く。後側眼は楕円形をしている。中眼域（前中眼と後中眼を囲む四角形の区域）は縦長で前が幅広くなっている。胸板は心形で幅が広く、下唇は横長で、下顎は八の字形になっている。歩脚には針状の剛毛が多い。腹部は扁平で側卵形をしている。糸疣は前対が短くて大きく、後対は末端の節が長くなっている。また肛丘は大きくて2節からなり、長い毛が環状に生えている。篩板は2つに分かれている。
体色としては背甲は淡い灰色を基調とし、頭部は黒く、縁に近い横側に3対の黒い斑紋があり、また縁にも3対の連続した黒斑があるが、これらの模様は淡い色の個体もある。歩脚も地色は淡い灰色で、下面に黒い斑紋がある。胸板は白い。腹部背面は灰褐色の地色に白い斑紋が散在し、数個の褐色の斑紋がある。

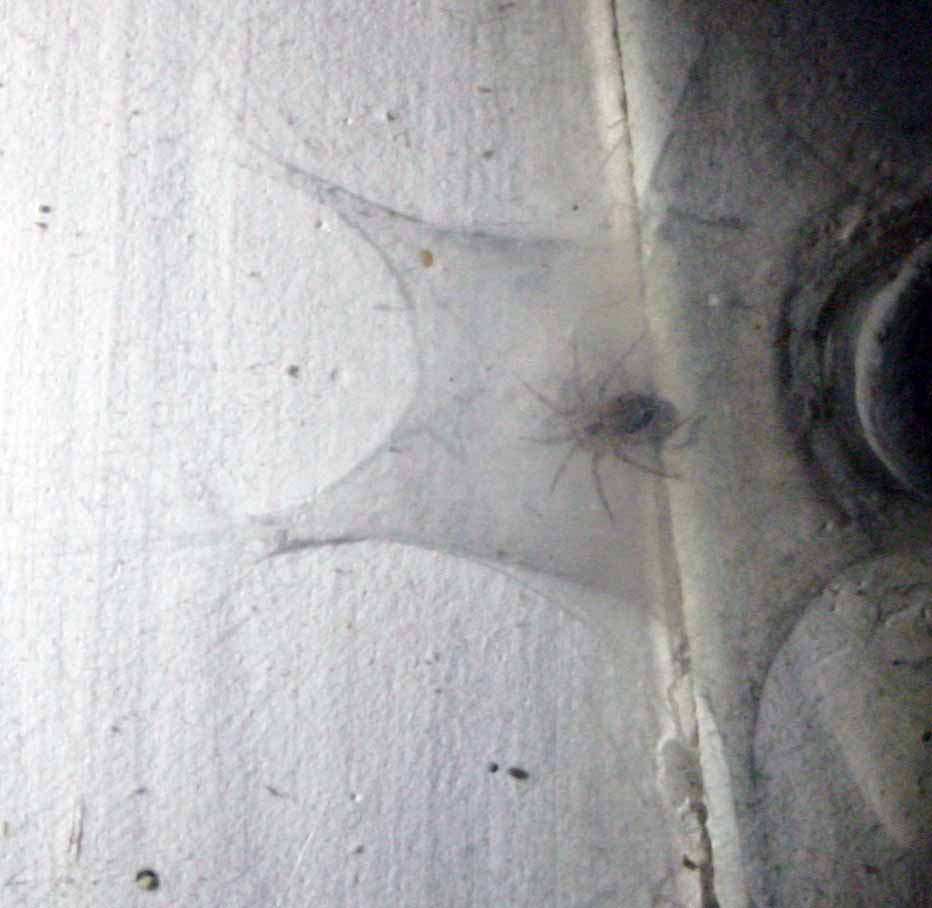
テント状の構造に潜む様子
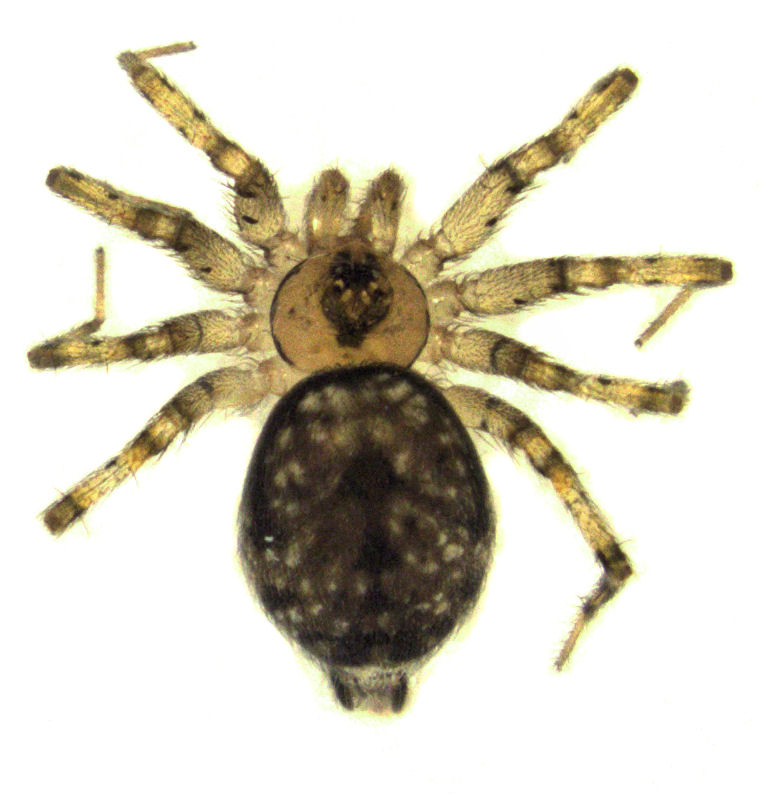
標本の背面像
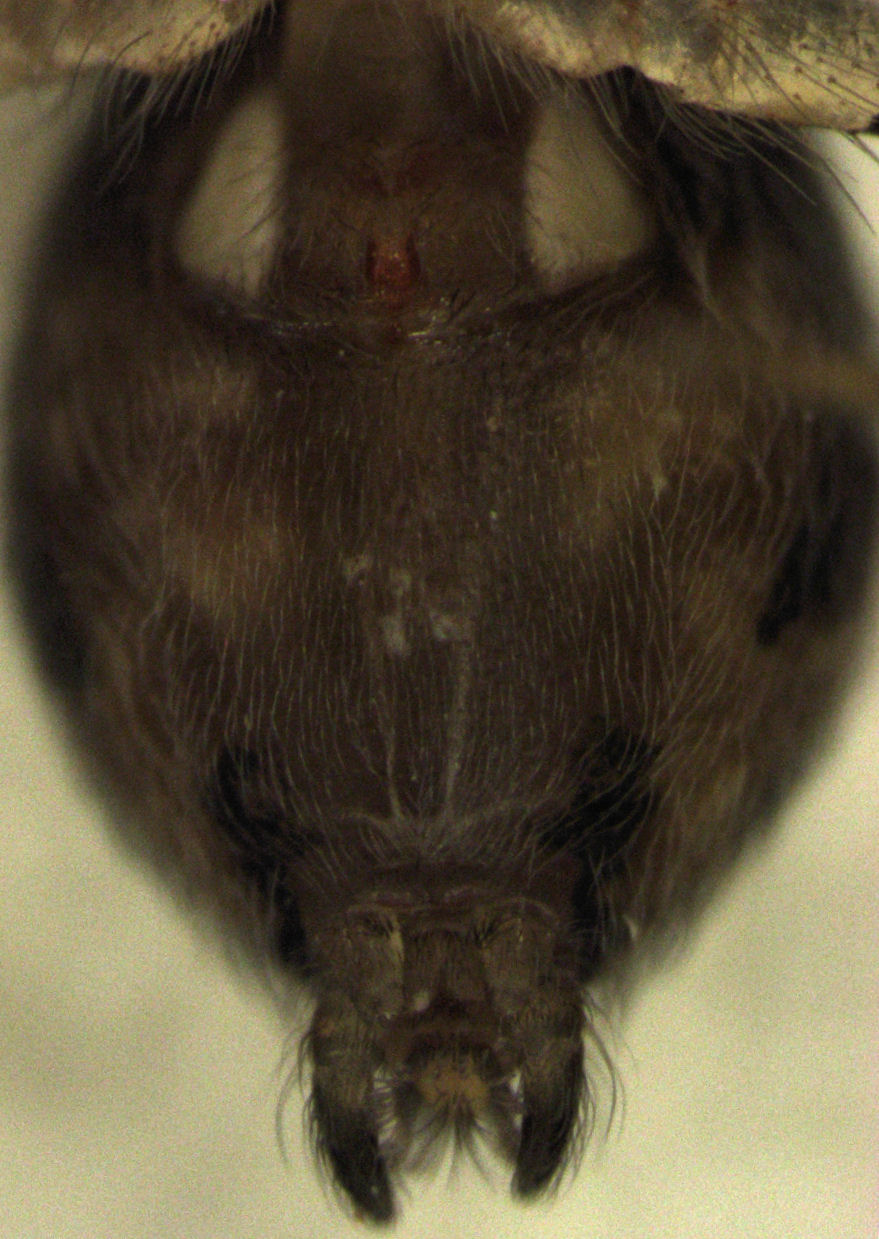
腹部下面の拡大像

## 分布
日本では本州、四国、九州、南西諸島に分布するがこれは移入によると考えられる。小笠原諸島の父島からも記録されている。原産地は南ヨーロッパからアフリカ北部の地中海沿岸地域と考えられているが、現在ではアジア大陸からアメリカ大陸に広く分布している。日本には明治維新前後から複数回にわたって侵入したものと推定されている。

## 習性など
日本では基本的には人家周辺にのみ見られるもので、人家や寺社、倉庫などの外壁や土台、ブロック塀、あるいは屋内の壁や窓枠、天井板の隙間などに住んでいる。雨が直接には当たらない場所が選ばれる傾向がある。ある程度は定住性のもので、糸で作られた膜状の構造によるテント状のものを作り、その中に潜む。この部分の大きさは径5mm程度。この構造は小野、緒方(2018)は網としているが、新海(2006)は住居としている。更にここから周囲に向かって放射状に数mmの長さで引かれた梳糸があり、これは放射状触糸網であるとも言われている。周囲に餌の食べかすを着けることがあり、またその周囲に糞をする。
クモはこの構造の中で歩脚を広げて重力方向に頭を向けた姿勢で待機し、獲物が近づくと飛び出して攻撃するが、その際にはまず噛みつくのではなく、獲物の周囲を回りながら糸を掛け、その後に住居に引きずり込んで食べる。獲物になるのはカやチョウバエなどの小型の昆虫である。
雌成体は通年に見られるが、生活史としては基本的には年1化生と思われる。繁殖期は6～8月で、雌の網(住居)に雄が訪れ、その内部で交接が行われる。卵嚢は網(住居)の外に取り付けられる。卵嚢は10～15個ほどの卵を纏めて糸で薄く覆ったもので、1個体の雌は期間中に数個の卵嚢を作る。卵は2週間ほどで孵化する。

## 分類など
本種の属するチリグモ属は世界で83種が知られるが、アフリカ北部からユーラシア西南部が分布の中心であり、日本では本種も移入種と考えられている。ただし八丈島から本種の亜種としてハチジョウチリグモ subsp. hachijoensis が報告されており、しかしこの時点では正体不明、その後確実な記録がなく、またタイプ標本も行方不明、とのことである。他に本種に似てやや大きいヘヤチリグモ O. cellariorum が単一の記録で報告されている。小野、緒方(2018)では更にマダラチリグモ O. concinnus とネッタイチリグモ O. marathaus の2種が挙げられているが、それらも移入種とみられる。
科としてはもう1つ、ヒラタグモ属のヒラタグモ Uroctea compactilis があり、この種も人家周辺の壁などに住み、テント状の住居に受信糸を張るなど性質にも似たところが多く、クモ本体の形態もとてもよく似ている。ただしこの種は体長10mmほどになるので大きさが全く異なる。